# Bataille de La Flèche
Guerre de Vendée
La bataille de La Flèche (8-11 décembre 1793) est une bataille ayant pour cadre de la guerre de Vendée, constituant l'un des épisodes de la Révolution française. Elle se déroule à La Flèche (Sarthe).

## Contexte
La grande Virée de Galerne a échoué à Granville et cherche à repasser la Loire pour rentrer en Vendée. Repoussés lors du siège d'Angers, les Vendéens sont désorientés et cherchent un lieu pour refaire des vivres et se reposer. Ils battent en retraite en direction de La Flèche, poursuivis par les 5 000 hommes de Westermann. La ville est cependant occupée par les 1 500 hommes du général Chabot, et le pont sur le Loir est détruit. Les Vendéens risquent à tout moment d'être pris à revers par François-Joseph Westermann, et ils doivent donc attaquer rapidement.
| « Hier soir, je me suis trouvé avec Richard, maître de poste de La Flèche, frère du député et réfugié ici. Nous parlions comme de raison des brigands, lorsque le citoyen Lamotte, porteur d'une lettre de la citoyenne Richard, est arrivé et nous a donné les détails suivants: J'étois, a-t-il dit, à La Flèche lorsque l'ennemi y est entré. Tout le monde crioit « sauvons nous! » Je me cachai dans une petite rue et je vis passer leur cavalerie ainsi que l'infanterie, tout est dans un état déplorable et je ne conçois pas comment on fuit devant une pareille armée; elle est de vingt à vingt-cinq mille hommes, encore y a-t-il plus de moitié de femmes, d'enfants et de malades. Ils ont abandonné dans un pré un enfant de trois ou quatre ans, presque mort de froid que j'ai ramassé ce matin. Ils ont brisé tout chez les patriotes et n'ont enlevé de chez les aristocrates que les grains, foins et provisions de bouche et changé de chemises. Nos jardins et les rues sont couverts de fourrage qu'ils n'ont pu emporter et qu'ils ont ainsi perdu pour en faire manquer notre cavalerie. Après le départ des brigands qui ont été poursuivis jusqu'à Durtal par l'armée de Mayence, je suis rentré un des premiers à La Flèche. J'ai trouvé trois catholiques que lu fatigue avoit retenus dans une écurie, je les ai fait saisir, ils ont été taillés en pièces sans qu'on ait jamais pu leur arracher le cri de vive la République. Ils crioient toujours vive le roi, vivent nos prêtres. Ceux-ci ont dit plus de deux cents messes par jour à La Flèche pendant leur séjour. Cette armée porte l'infection avec elle, on a été obligé de brûler du vinaigre dans les appartements où les Brigands étoient entrés. On en a trouvé plusieurs dans les rues et les écuries morts d'inanition, outre soixante à quatre-vingts qui y ont été tués; il n'est resté que les murs chez Iteau fils. Tel est le récit fait par le citoyen Lamotte, auquel vous pouvez ajouter foi; il a encore ajouté qu'un grand nombre murmuroit contre ses prêtres et ses chefs ; qu'ils n'ont tué personne parce qu'ils n'ont trouvé que des femmes et des enfants. On continue de garder Le Lude: ce district lève une force armée de cinq cents hommes pour y envoyer, mais ils manquent aussi d'armes. Il n'y a rien à craindre de ce côté-ci pour le moment, vous pouvez être tranquilles. J'apprends dans ce moment que d'Autichamp a un bras emporté et qu'on a trou/é deux mille morts sur la route de La Flèche à Durtal. Je n'ai pu voir le citoyen Lefèvre, comriiissaire de Vendôme, on m'a dit ne l'avoir pas vu au comité de surveillance. a Je vous prie de m'accuser la réception de mon paquet d'hier, ainsi que de celle-ci. La liberté vous garde et vous accompagne. » — Rapport de Blavette à l'administration de Château-du-Loir. |

## La bataille
La Rochejaquelein envoie d'abord Piron de La Varenne à l'arrière avec un détachement afin de retarder la cavalerie républicaine. Il rassemble ensuite 400 cavaliers et un nombre égal de fantassins montés en croupe. À la tête de cette petite troupe, La Rochejaquelein longe la rivière jusqu'à ce qu'il trouve un gué. Il attaque ensuite avec ses 800 hommes les troupes de Chabot qui, prises à revers, s'enfuient aussitôt. Après avoir fait réparer le pont, La Rochejaquelein se porte au secours de Piron, ce qui force les républicains à battre en retraite. Grâce à cette victoire, les Vendéens gagnent deux jours de répit qu'ils mettent à profit pour se reposer.
Le 10 décembre, les Vendéens partent en direction du Mans en laissant leurs malades à l’hôpital, qui sont massacrés par les soldats républicains. Westermann, à la tête de l'avant-garde républicaine, s'empare alors de la ville et massacre les traînards. Selon le général républicain, 700 Vendéens sont « tués et massacrés » dont 100 dans la ville et 600 dans les villages des environs.
| « L'armée vendéenne, continue D'Obenheim, était à Baugéj. le lendemain de son arrivée, les- chasseurs républicains se présentent; ils sont facilement repoussés-, mais leur attaque n'est point infructueuse; car elle fatigue l'année entière qui, comme on l'a dit, ne savait point se mouvoir par section. » Le jour suivant, les soldats vendéens s'attendaient à marcher sur Saumur. Us s'étaient assemblés sur la route; mais, sans que l'on ait pu en deviner le mo tif, l'ordre fut changé et toute l'armée se porta sur La Flèche (i). (i) Le motif était la marche de la division de Kleber sur la levée ,. dont les chefs vendéens eurent avis. » Déjà, depuis quelque temps, les soldats se persuadaient que c'était uniquement de leurs chefs que la république voulait avoir la vie, et que, par un des derniers décrets, il n'était plus nécessaire de passe-ports pour voyager dans l'intérieur de la France. Dans cette persuation, plusieurs bandes formaient le projet de se retirer chacune de son côté. Beaucoup de Vendéens s'étaient débarrassés de leurs fusils, et croyaient qu'en s'en allant seulement un bâton à la main, les républicains leur donneraient l'hospitalité. Us n'avaient plu» l'air de suivre leur armée qu'en attendant une occasion favorable pour s'en échapper. » Au moment où la tête de l'armée approche de La Flèclie, les chasseurs républicains l'attaquent en queue et y mettent le désordre. S'ils avaient été plus nombreux, l'armée était perdue, car le pont de La Flèche était rompu, et la ville défendue par quelques républicains munis de canon. Les -chasseurs républicains à raison de leur petit nombre, ne peuvent inquiéter que la queue. Pendant ce temps, les braves de la tête démontent, à coups de fusil, les canonniers chargés de la garde du pont et passent la rivière un demi-quart de lieue plus haut, près d'un moulin, dans deux petits bateaux qu'on y avait oubliés. Un détachement de républicains s'était montré de l'autre côté de la rivière, un peu en deçà, mais il avait été obligé d'abandonner sa position, parce que les Vendéens le canonnèrent et le fusillèrent vivement par-dessus la rivière j d'ailleurs la nuit approchait. Deux ou trois cents Vendéens, conduits par la Rochejaquelein, se font apercevoir de l'autre côté: les républicains se retirent avec précipitation et il ne tombe guère sous le fer des Vendéens que ceux qui, placés au pont, avaient eu moins de temps pour échapper. » La Rochejaquelein se voyant maître de la ville, se porte sur-le-champ à l'attaque de la queue; sa présence y ranime les esprits; le grand nombre à la fin prend le dessus; les chasseurs se retirent dans un village. Pendant ce temps-là, le pont de La Flèchese rétablit et les Vendéens y font passer leurs canons à la pointe du jour. » Vers le milieu de ce jour, pendant que les Vendéens se livrent au repos, les chasseurs républicains reparaissent et ont même le temps de piller deux ou trois voitures laissées hors la ville. On crie aux armes; la Rochejaquelein, à la tête des premiers prêts, repousse les chasseurs à plus d'une lieue et demie, mais en perdant bien du monde. Le reste de l'armée Vendéenne ne suivait qu'avec une peine incroyable et de fort loin. La tête, voyant qu'elle n'est pas soutenue, perd courage, tandis que la même raison le fait reprendre aux chasseurs. Us ont bientôt le dessus, et, moyennant leur artillerie à cheval, ils ramènent, pour ainsi dire, en poste ceux qui viennent de les poursuivre. La déroute se communique à une partie de leur armée, et elle serait devenue générale, s'il y avait eu un peu moins de disproportion dans le nombre des combattans. Les chasseurs sont enfin dans la nécessité de rétrograder; mais après avoir détruit un grand nombre de Vendéens et avoir laissé dans leur esprit une impression profonde du sort qui les attendait, lorsque l'armée ennemie serait réunie. » Plus de trente malades ou anciens blessés, restés sur les charrettes qu'on n'avait pu faire entrer en ville pendant la nuit précédente, y étaient morts de froid, et présentaient à leurs camarades un spectacle qui mettait le comble à leur désolation. » Dans la soirée, on crie aux armes sur la route du Mans et sur celle d'Angers; en effet, un corps de républicains se présentait sur la première (i), il était trop faible ; sa résistance fut presque nulle; mais il acheva de mettre les Vendéens sur les dents par la nouvelle fatigue qu'il leur occasiona. Si les chasseurs qui s'étaient rendus si redoutables, ou un corps semblable, étaient revenus à la charge un moment après, nul n'aurait eu la force d'aller à leur rencontre. » Les chefs s'étaient aperçu du désarmement volontaire de leur monde dès Baugé. En conséquence, ils firent, en arrivant à La- Flèche, une proclamation par laquelle il était défendu de laisser prendre des vivres à ceux qui ne seraient pas armés d'un fusil. » Cependant Kleber, ainsi qu'on l'a vu, s'était mis en marche avec sa colonne, se dirigeant vers Saumur, pour couvrir la Loire. Il ne quitta cette direction que lorsqu'il apprit que les Vendéens, (i) Le petit corps du ge'ne'ral Chabot. — Les chasseurs republicains claient ceux de Wcstermann. qui paraissaient avoir formé le projet de se porter de Baugé sur Saumur, s'étaient décidés à se diriger sur La Flèche. Le 10, Kleber se rendit à Baugé, où étaient les représentans Prieur et Bourbotte avec le général Marceau. A son arrivée, on décida qu'il marcherait le lendemain sur le Mans. « Les chefs vendéens, continue D'Obenheim, ne savaient de quel côté tourner. Les uns voulaient tenter le passage de la Loire entre les ponts de Ce et Saumur; les autres voulaient aller passer cette rivière à Blois ; les autres, sans rejeter absolument ces deux projets, voulaient avant tout procurer du repos et des vivres aux soldats. Le Mans leur paraissait favorable pour cet effet; ils espéraient en outre y faire beaucoup de recrues. » Cette dernière opinion l'emporte ; les Vendéens rompent leur pont provisoire de La Flèche, et, dans le même jour, se portent au Mans et s'en rendent maîtres. » — D'Obenheim. |

| « Nous avons été attaqués hier à La Flèche, â une heure » après midi, parenviron dix-huit mille Vendéens; le feu le » plus terrible s'est soutenu jusqu'à six heures du soir. Pen- dant que l'on était aux prises, un feu très-nourri se faisait » entendre derrière l'ennemi; on présume que c'est l'armée » de Mayence qui le poursuit. » Chabot, trop faible pour résister plus long-temps, ordonna la retraite qui se fit sur Fouilletourte. Le lendemain il se reporta au-devant de l'ennemi j mais, après quelques coups de canon, craignant, d'être enveloppe', il se replia sur le Mans qui fut attaque' et enlevé le 10. » — Garnier de Saintes. |

| « Le 20, nous avançons encore, et nous établissons notre bivouac à une lieue de la Flèche. L'ennemi avoit réparé le pont, et étoit dans cette ville. La même nuit je fis égorger les avantpostes ennemis, l'armée devoit arriver aussi sur lui par Turtalle. Il évacua la ville le 20 à la pointe du jour, et recoupa le pont derrière lui, Vers sept heures du matin, le même jour, je me trouve avec ma cavalerie, et 300 hommes d'infanterie devant le pont coupé de la Flèche; j'apprends que les brigands avoient filé sur le Mans, A l'instant je fais passer la rivière à ma cavalerie à-la nage, et ma petite infanterie sur des poutre, des planches et des petites nacelles; nous trouvâmes encore dans la ville quelques cents brigands qui furent tués et massacrés, et nous nous rendîmes maîtres de plusieurs canons, caissons et voitures. Je poursuivis l'ennemi jusqu'à Fulturte. La route étoit semée de cadavres; la même nuit je fis égorger plus de six cents brigands qui avoient couché dans les villages et fermes dispersés. » — Westermann. |

Le lendemain, le général Kléber entre à La Flèche et y trouve 300 "Brigands", malades ou blessés. Selon lui, tous moururent, faute de soin. Cependant, d'après le témoignage de H. Le Prestre de Châteaugiron, les blessés « furent tous massacrés le même jour et jetés dans la rue, où je les ai vus. »
| « 21 frimaire (11 décembre). Arrivée à La Flèche. Le lendemain, je me portais avec la colonne sur La Flèche. On trouva au collège des Jésuites près de trois cents Brigands, malades ou blessés, morts ou moribonds ; tous périrent faute de soins, et on les enterra successivement à La Flèche même. Les habitants de cette ville estimèrent qu'il y avait à la suite des Brigands plus de douze mille femmes, prêtres et autres personnes hors d'état de combattre ; que l'armée était harassée de fatigue, et travaillée par la dysentrie. Ils racontaient aussi que leurs chefs entraient dans les boutiques, y prenaient ce qui leur convenait, et payaient en assignat de leur fabrication. » — Mémoires de Jean-Baptiste Kléber. |

## Pertes
Parmi les morts, figure un chef vendéen, Mathieu de Verteuil, qui a les deux jambes emportées par un boulet de canon.